# Долне Ловчиці
Долне Ловчиці (словац. Dolné Lovčice) — село, громада округу Трнава, Трнавський край. Кадастрова площа громади — 5.74 км². Протікає Крупський потік.
Населення 807 осіб (станом на 31 грудня 2020 року).

## Історія
Долне Ловчиці згадується 1292 року.

## Населення
| Рік:            | 1994. | 2004.   | 2014.   | 2024.   |
| --------------- | ----- | ------- | ------- | ------- |
| Кількість осіб: | 703   | 704     | 736     | 809     |
| Різниця:        |       | +0,14 % | +4,54 % | +9,91 % |

| Рік:            | 2023. | 2024.   |
| --------------- | ----- | ------- |
| Кількість осіб: | 801   | 809     |
| Різниця:        |       | +0,99 % |